# 陳塤 (清朝)
陳塤（？—？），清朝官員，本籍山東。

## 生平
陈埙於1796年上任台灣府經歷，隸屬於台灣道台灣府，為台灣清治時期的地方官員，陳埙於1799年（嘉慶4年）接替程文炘，於台灣台北地區擔任台灣府淡水廳新莊縣丞一職（考職正八品），該官職主要從事台灣府府內典簿奏章的收發與校注，也分掌章奏文書。

## 延伸阅读
[在维基数据编辑]